# Castle Mountain
Der Castle Mountain (dt. „Burgberg“) ist ein Berg in der kanadischen Provinz Alberta. Er ist 2766 m hoch.
Sein Profil ähnelt einer Burg. Benannt hat ihn James Hector 1858. Die Erstbesteigung gelang Arthur P. Coleman im Jahr 1884. Einen Tag vor dem Besuch des US-amerikanischen Präsidenten Dwight D. Eisenhower in Ottawa entschied der kanadische Premierminister William Lyon Mackenzie King 1946 den Berg in „Mount Eisenhower“ umzubenennen. Erst 1979 erhielt der Berg seinen ursprünglichen Namen zurück.
Im Ersten Weltkrieg befand sich hier ein Internierungslager, das Castle Mountain internment camp.